# Lamberto Dini
Lamberto Dini (Firenze, 1931. március 1. –) olasz politikus (RI, DL, LD, PdL) 1995 januárjától 1996 májusáig a Olaszország miniszterelnöke.

## Politikai karrierje
1979 és 1994 között Dini a Banca d’Italia főigazgatója volt, 1994 májusától novemberéig pénzügyminiszterként dolgozott a rövid életű első Berlusconi-kormányban. 1995 januárjában Umberto Bossi (akinek Északi Liga nevű pártja nem tudta megmagyarázni központi választókerületének, miért ült hirtelen ez a szecessziós párt a kormányasztalhoz Rómában) megdöntötte Silvio Berlusconi kormányát. Dinit Scalfaro elnök nevezte ki miniszterelnöknek, és rövid életű „technokrata kormányt” (governo tecnico) alakított. 1995. október 19-től 1996. február 16-ig igazságügyi miniszter is volt.
1996-ban megalapította a Rinnovamento Italiano (RI) kis liberális pártot, amely megnyerte az április 21-i parlamenti választásokat a beérkezett szavazatok 4,3%-ával. Ezt követően Dini 2001 júniusáig külügyminiszterként dolgozott  Romano Prodi első, Massimo D’Alema első és második, valamint Giuliano Amato kabinetjében.
2001-ben és 2006-ban beválasztották az olasz szenátusba Demokrácia a Szabadság – Margaréta mérsékelt kollektív párt listáján (amellyel pártja, az RI 2002-ben egyesült). 2002/2003-ban tagja volt az Európai Alkotmányt kidolgozó Európai Konventnek. 2006 májusában a Casa delle Libertà jobbközép koalíció más politikusokkal együtt őt javasolta lehetséges jelöltnek a köztársasági elnöki posztra, de nem kapott jelentős számú szavazatot. 2006 júniusában a Szenátus külügyi bizottságának elnöke lett.
Dini 2007 májusa óta részt vett a balközép gyűjtőpárt, a Partito Democratico (PD) megalapításában, de szeptemberben elhatárolódott a projekttől, és 2007 októberében Liberal Democratici (LD – Dini monogramjával megegyező) néven megalapította saját, szétszakadt pártját). Ez a csoport, amelyet egy képviselő és három szenátor képvisel a parlamentben, akkoriban a független központ részének tekintette magát, és megvonta támogatását Romano Prodi balközép kormányától.
Mivel a liberális demokraták a kezdeti bejelentésükkel ellentétben nem csatlakoztak Berlusconi új Popolo della Libertà (PdL) pártjához, Dini november 29-én kilépett pártjából. 2009 márciusában, hogy csatlakozzon a PdL-hez.
2009-ben megkapta Japán Felkelő Nap Nagyrendjét.

## Képek

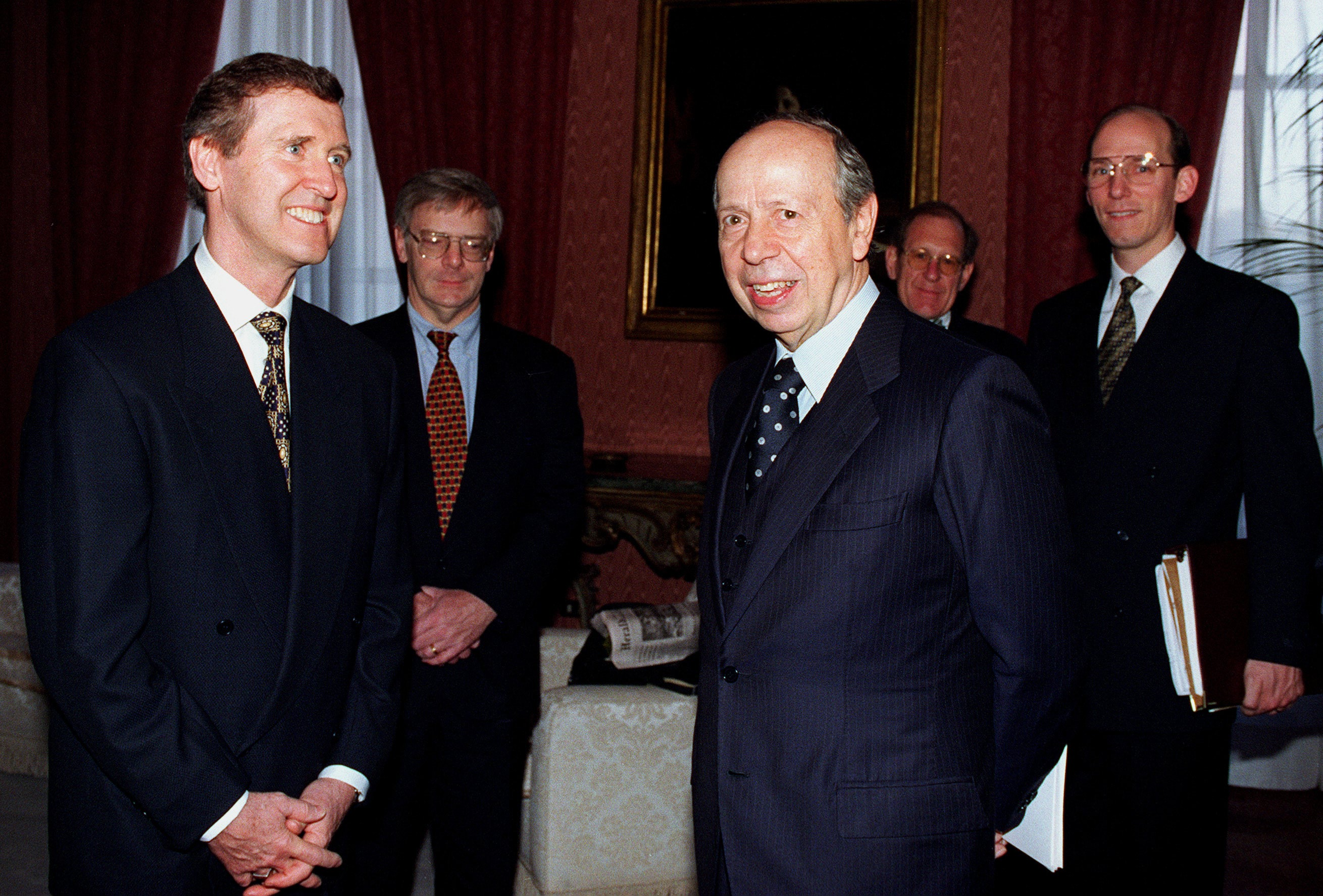
Külügyminiszterként William Cohennel, az USA védelmi államtitkárával 1997-ben
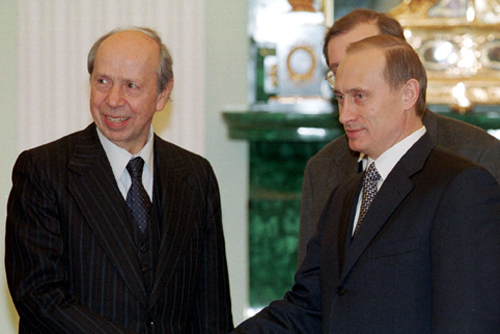
Putyinnal 2000-ben
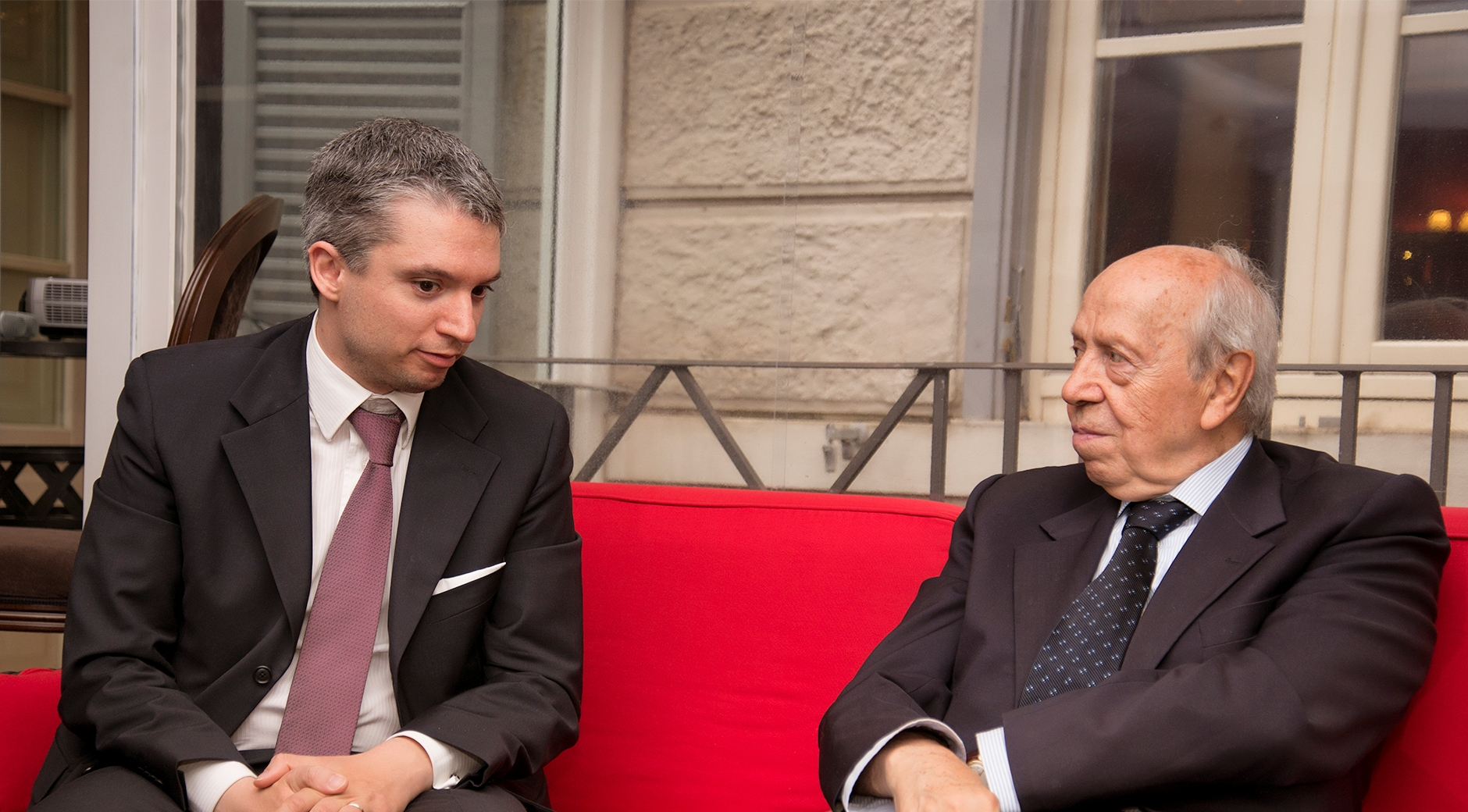
Pierluigi Testa társaságában 2012-ben

## Fordítás
- Ez a szócikk részben vagy egészben  a   Lamberto Dini című német Wikipédia-szócikk ezen változatának fordításán alapul.  Az eredeti cikk szerkesztőit annak laptörténete sorolja fel. Ez a jelzés csupán a megfogalmazás eredetét és a szerzői jogokat jelzi, nem szolgál a cikkben szereplő információk forrásmegjelöléseként.